# Ochodaeus tuberculicornis
Ochodaeus tuberculicornis är en skalbaggsart som beskrevs av Edmund Reitter 1893. Ochodaeus tuberculicornis ingår i släktet Ochodaeus och familjen Ochodaeidae. Inga underarter finns listade i Catalogue of Life.